# Tím tinh thể
Tím tinh thể hay tím gentian (còn gọi là Methyl Violet 10B, hexamethyl pararosaniline chloride hoặc pyoctanin(e)) là thuốc nhuộm triarylmethan. Loại thuốc nhuộm này được dùng để nhuộm mô và dùng trong phương pháp Gram để phân loại vi khuẩn. Tím tinh thể có tính kháng khuẩn, kháng nấm và anthelmintic, từng được coi là chất sát trùng hàng đầu. Tác dụng y học của chất này đã được thay thế bởi các loại thuốc mới, mặc dù nó vẫn nằm trong danh sách của Tổ chức Y tế thế giới.
Tên gọi "tím gentian" bắt nguồn từ việc sử dụng hỗn hợp các thuốc nhuộm methyl pararosaniline (tím methyl) thường được gọi là tím tinh thể. Màu của thuốc nhuộm này giống với màu của những cánh hoa long đởm (tiếng Anh: gentian).

## Sản xuất
Tím tinh thể có thể được điều chế từ phản ứng ngưng tụ của formaldehyd và dimethylanilin để tạo thành thuốc nhuộm leuco:
CH2O  +  3 C6H5N(CH3)2  →   CH(C6H4N(CH3)2)3  +  H2O
Sau đó, hợp chất không màu này được oxy hóa tạo thành dạng cation có màu (tác nhân oxy hóa điển hình là mangan dioxide):
CH(C6H4N(CH3)2)3 + HCl  +  1/2 O2   →  [C(C6H4N(CH3)2)3]Cl  +  H2O

## Màu nhuộm
Khi hòa tan trong nước, tím tinh thể có màu tím-lam với độ hấp thụ cực đại ở bước sóng 590 nm và hệ số hấp thụ 87 000 M−1cm−1. Màu của thuốc nhuộm phụ thuộc vào độ acid của dung dịch. Ở pH 1,0, thuốc nhuộm có màu xanh lá cây với độ hấp thụ cực đại ở bước sóng 420 nm and 620 nm trong khi với dung dịch acid mạnh (pH khoảng -1), thuốc nhuộm có màu vàng với độ hấp thụ cực đại ở bước sóng 420 nm.
Màu sắc khác nhau của thuốc nhuộm là do phân tử thuốc nhuộm thay đổi trạng thái khác nhau. Ở dạng màu vàng, cả ba nguyên tử nitơ có điện tích dương trong đó 2 nguyên tử nhận proton,trong khi ở dạng có màu xanh lá cây, thuốc nhuộm có 2 nguyên tử nitơ thay đổi điện tích. Ở pH trung tính, cả hai proton nhận thêm chuyển vào dung dịch, chỉ còn lại một trong các nguyên tử nitơ mang điện tích dương. pKa khi mất 2 proton vào khoảng 1,15 và 1,8.
Trong dung dịch kiềm, các ion hydroxyl ái nhân tấn công nguyên tử carbon trung tâm ái điện tử, tạo thành dạng triphenylmethanol hoặc carbinol không màu. Một số triphenylmethanol cũng được tạo thành trong điều kiện acid mạnh khi điện tích của nguyên tử nitơ thay đổi dẫn đến sự tăng cường các đặc tính ái điện tử của carbon trung tâm, điều này cho phép các phần tử ái nhân tấn công các phân tử nước. Kết quả là dung dịch có màu vàng.

## Ứng dụng

### Ngoài y học

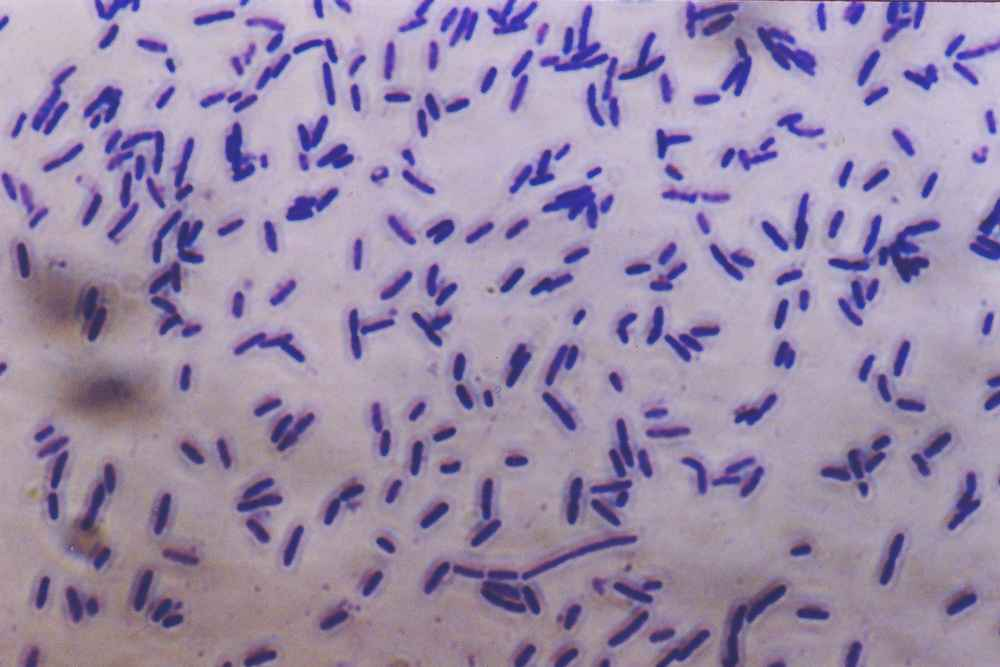
Vi khuẩn được nhuộm bằng tím tinh thể.

Tím tinh thể không được dùng làm thuốc nhuộm vải mà nó được dùng làm thuốc nhuộm giấy và làm một thành phần của mực xanh đậm và mực đen trong ngành in, bút bi. Nó cũng được dùng để tạo màu cho phân bón, chất chống đóng băng, áo da...

### Trong y học
Tím tinh thể có tính kháng khuẩn, kháng nấm và kháng giun sán. Đây là đặc tính được sử dụng trong y học, đặc biệt trong nha khoa, nó được gọi là "pyoctanin" (hay "pyoctanine").